# 母 (鹽月桃甫)
《母》是日本畫家鹽月桃甫在1932年期間所完成的油畫作品，該作品描繪一名賽德克族母親和三名稚子身處在瀰漫硝煙的環境裡。該畫作被視為臺灣早期以霧社事件為主題的藝術作品之一。並於同年第六屆臺灣美術展覽會展出。原作現已佚失。

## 歷史
1930年，馬赫坡社頭目莫那·魯道率領賽德克達雅群各部落聯合起事，襲擊霧社。隨後，日方展開強力鎮壓，導致參與行動的各部落幾近滅族。這場原住民武裝反日事件後來被稱為「霧社事件」。
自1921年抵台從事美術教育工作以來，鹽月桃甫對臺灣原住民族題材產生濃厚興趣，並在此期間創作了大量以原住民為主題的畫作，這也成為他日後創作的核心。霧社事件發生後，他開始繪製畫作《母》。同一題材亦包含1934年創作的《霧社》，該畫現存於國立臺灣美術館。
《母》完成後，鹽月憑自身作為臺展審查員的資格，將該作品送至第六屆臺灣美術展覽會西洋畫部參展，此畫因而成為臺展畫作少數有批判色彩的代表作，其中鷗汀生（大澤貞吉）表示：
母親的表情肖似不動明王，以及恐懼至極的兩個小孩搭配成很好的效果，可說是鹽月近來的傑出作品。[...]作者的繪畫本領雖然相當出色，卻總是偏好極端而片面的印象，不能開闢出寬坦的大道，偏要往原始叢林去，實在令人扼腕[...]然而，現在真的沒必要略為轉向光明面的觀點嗎？
第二次世界大戰結束後，鹽月桃甫在1946年3月返回宮崎，其畫作遂留在臺灣，包含《母》在內的部分的作品均已佚失。
鹽月的學生許武勇曾對此畫作表示：「當時有勇氣膽敢描繪此主題的畫家，只有鹽月一人」。2003年，由許武勇臨摹的複製品完成，並於2008年4月公開展示，這件複製品現於臺南市美術館典藏。

## 作品內容
《母》與鹽月同期的畫作風格相近，該作品表達其對原住民族群的關懷與不捨，同時以無言的方式對日本政府的理蕃政策提出抗議。畫中尤為引人注目的，是母親與孩子驚恐且掙扎的眼神。畫作中的母親昂首站立，右肩托抱襁褓中的嬰兒，左手則護衛著膝下兩名驚恐至極的稚子。鹽月特意加高畫幅，以突顯母親的核心形象，畫面背景則隱約暗示了霧社事件期間，日本軍隊反擊時施放毒气弹的場景。

## 外部連結
- 《母》(鹽月桃甫原作臨摹) - 文化部典藏網